# Hoags Objekt
Hoags Objekt ist eine untypische Galaxie vom Typ einer Ringgalaxie. Die Erscheinung dieses Objekts hat nicht nur Amateurastronomen, sondern wegen der ungewöhnlichen Struktur auch professionelle Astronomen interessiert. Das Objekt wurde 1950 von dem Astronomen Art Hoag entdeckt, der es als planetarischen Nebel ansah.
Ein nahezu perfekter Kreis von jungen blauen heißen Sternen umrandet den älteren gelben Kern dieser Ringgalaxie, welche sich ca. 570 Millionen Lichtjahre entfernt im Sternbild Schlange befindet.